# Vers (Lot)
Vers korábbi község Franciaországban, Lot megyében. Lakosainak száma 447 fő (2018. január 1.). Vers Arcambal, Cabrerets, Cours, Lamagdelaine, Saint-Géry és Valroufié községekkel határos.
2017. január 1-jén Saint-Géry korábbi községgel egyesült és az így létrejött Saint Géry-Vers új község része lett..

## Népesség
A település népessége az elmúlt években az alábbi módon változott:
| Lakosok száma | 380  | 357  | 337  | 390  | 398  | 420  | 416  | 416  | 417  | 447  |
|               | 1968 | 1975 | 1982 | 1990 | 1999 | 2011 | 2013 | 2015 | 2017 | 2018 |